# Готье, Жан-Ги
Жан-Ги Готье (фр. Jean-Guy Gautier; 30 декабря 1875, Ярнак — 23 октября 1938, Коньяк) — французский регбист и легкоатлет, чемпион летних Олимпийских игр 1900 по регби.

## Биография
Шестикратный чемпион Франции по лёгкой атлетике и двукратный чемпион Франции по регби (1896 — Олимпик, 1901 — Стад Франсе).
На Играх Готье входил в сборную Франции по регби, которая, обыграв Германию и Великобританию, стала победительницей турнира и получила золотые медали. На клубном уровне выступал за команды «Расинг», «Олимпик» (Марсель), «Стад Франсе» и «Стад Бордле».